# Новошандрівка
Новоша́ндрівка — село в Україні, в Перещепинській міській громаді Самарівського району Дніпропетровської області. Населення за переписом 2001 року становить 93 особи.

## Географія
Село Новошандрівка знаходиться за 1,5 км від села Чаплинка (Павлоградський район). По селу протікає пересихаючий струмок з загатою.

## Населення

### Мова
Розподіл населення за рідною мовою за даними перепису 2001 року:
| Мова       | Кількість | Відсоток |
| ---------- | --------- | -------- |
| українська | 82        | 88.17%   |
| російська  | 11        | 11.83%   |
| Усього     | 93        | 100%     |

## Інтернет-посилання
- Погода в селі Новошандрівка

1. ↑  Рідні мови в об'єднаних територіальних громадах України — Український центр суспільних даних